# Kirian Rodríguez Concepción
Kirian Rodríguez Concepción (Candelaria, Santa Cruz de Tenerife, 5 de març de 1996) és un futbolista professional espanyol que juga al club de la Lliga UD Las Palmas com a migcampista.

## Carrera
Rodríguez va néixer a Candelaria, Santa Cruz de Tenerife, Illes Canàries, i es va incorporar a la formació juvenil de la UD Las Palmas el 2014, procedent del CD Ofra. Va passar els seus primers anys de sènior jugant amb l'equip C a les lligues autonòmiques, abans d'ascendir al filial el gener del 2018, després de marcar 13 gols amb el C.
El 14 de setembre de 2018, Rodríguez va renovar el seu contracte amb el club fins al 2020. Va debutar amb el primer equip el 2 de juny següent, substituint a la segona part del seu company de formació juvenil Fabio González en un empat 0-0 a casa contra la UD Almeria a Segona Divisió.
El 17 de juny de 2019, Rodríguez va ser un dels cinc jugadors de l'equip B que van ascendir definitivament a la plantilla principal. Va marcar el seu primer gol com a professional el 20 de juliol de l'any següent, marcant el primer gol en un gol de 5-1 a casa contra l'Extremadura UD.

## Vida personal
El 2 d'agost de 2022, Kirian va anunciar a través d'una conferència de premsa que li van diagnosticar un limfoma de Hodgkin.

## Palmarès
Individual
- Jugador del mes de la Lliga: gener de 2024[8]